# أردن إدي
أردن إدي هو لاعب كرة قاعدة كندي، ولد في 4 أغسطس 1947.